# Парадокс толерантности
Парадокс толерантности, или парадокс определения границы толерантности, — логический парадокс в теории принятия решений, высказанный Карлом Поппером в 1945 году в работе «Открытое общество и его враги» и утверждающий, что неограниченная толерантность ведёт к исчезновению толерантности, поскольку терпимость к нетолерантности приводит к повсеместному распространению последней. Следовательно, сохранение толерантности требует нетерпимого отношения к нетолерантным, что в свою очередь размывает границы определения нетолерантного. Существует аналогичный парадокс о недопустимости насилия, который утверждает, что абсолютный запрет насилия приводит к невозможности сдерживания насилия.
Из парадокса толерантности можно сделать вывод, что попытки провести границу толерантности обречены на поражение, приводя к границе между «своими» и «нетолерантными», то есть в само понятие толерантности заложен логический парадокс. Для его устранения следует отличать нетерпимость к тем, кто отрицает толерантность как норму поведения, и нетерпимость к тем, кто отрицает толерантность в отдельных случаях, но в целом признаёт её необходимой.
Парадокс широко обсуждается в рамках этики и политической философии, и мнения о том, как толерантные общества должны реагировать на нетерпимость, существенно различаются. Так, Джон Ролз утверждал, что справедливое общество в целом должно проявлять терпимость к нетерпимым, прибегая к мерам самосохранения лишь тогда, когда нетерпимость представляет реальную угрозу свободе и стабильности. Другие мыслители, такие как Майкл Уолцер, анализировали ситуацию, при которой представители меньшинств, придерживающиеся нетерпимых взглядов, тем не менее сами являются бенефициарами толерантности в плюралистических обществах.
Парадокс поднимает сложные вопросы о границах свободы, особенно в контексте свободы слова и защиты либерально-демократических ценностей. Он имеет отношение к современным дискуссиям о борьбе с языком вражды, политическим радикализмом и проведении социальной политики, направленной на инклюзивность без ущерба для основ демократической терпимости.

## История
Одна из первых формулировок «парадокса толерантности» содержится в примечаниях к «Открытому обществу и его врагам» Карла Поппера (1945). Поппер поднимает этот вопрос в главе, посвящённой «Принципу руководства», связывая парадокс с критикой защиты Платоном идеи «просвещённого абсолютизма». В основном тексте Поппер обращается к схожему «парадоксу свободы», о котором писал Платон. Последний указывал на противоречие, заложенное в неограниченной свободе, поскольку она включает в себя и свободу ограничивать свободу других. Платон утверждал, что подлинная демократия неизбежно ведёт к тирании, и предлагал взамен власть «философа-царя» (ср. ноократия) как лучшую альтернативу тирании большинства.
Поппер отвергает аргумент Платона, в частности, потому что считает невозможным существование доступных и действительно просвещённых философов, готовых взять на себя такую власть. Вместо этого он выступает в защиту институтов либеральной демократии. В соответствующих примечаниях Поппер формулирует парадокс толерантности и выдвигает схожую мысль: как свободу, так и терпимость необходимо ограничивать, если они становятся инструментами установления деспотии.
Вопросы о границах терпимости поднимались и ранее. Так, в своей первой инаугурационной речи в 1801 году, президент США Томас Джефферсон говорил о терпимости как о важной добродетели в отношении тех, кто может угрожать единству страны. Он утверждал: «Пусть они остаются непоколебимыми, как памятники того, насколько можно терпеть заблуждения там, где разуму предоставлена свобода их опровергать».
Политический теоретик Гаэтано Моска, один из основателей теории элит, также задолго до Поппера замечал: «Если терпимость доходит до того, что допускает разрушение тех принципов, которые сделали её возможной, она становится непереносимой».
Тем не менее философ Джон Ролз в своей работе «Теория справедливости» (1971) пришёл к иному выводу, утверждая, что справедливое общество должно в целом быть терпимым даже к нетерпимым, иначе оно само станет нетерпимым, а следовательно — несправедливым. Однако Ролз оговаривает, что в исключительных обстоятельствах, если конституционные механизмы не способны гарантировать безопасность толерантных людей и институтов свободы, общество имеет разумное право на самозащиту, включая ограничение нетерпимости, если та угрожает свободе других в рамках справедливого конституционного порядка. Он подчёркивает, что свободы нетерпимых могут быть ограничены лишь в той мере, в какой они реально угрожают свободам других: «Хотя нетерпимая секта сама не может жаловаться на проявление нетерпимости, её свобода должна ограничиваться лишь тогда, когда толерантные искренне и обоснованно полагают, что их собственная безопасность и безопасность институтов свободы находятся под угрозой».
В книге «О терпимости» (1997) Майкл Уолцер задался вопросом: «Следует ли нам терпеть нетерпимых?» Он утверждает, что большинство религиозных меньшинств, которые пользуются благами терпимости, сами в той или иной мере проявляют нетерпимость. В условиях терпимого режима такие (нетерпимые) группы могут научиться терпимости — или, по крайней мере, вести себя как будто они обладают этой добродетелью.

## Точные формулировки
Престон Кинг определяет терпимость как ситуацию, в которой субъект возражает против определённых действий, идей, организаций или идентичностей, но добровольно их терпит. Это включает в себя два элемента:
- Компонент возражения — когда субъект осознанно не принимает объект. Например, представитель одной религии может считать взгляды другой религии ошибочными. Без этого компонента субъект не проявляет терпимости, а лишь равнодушие.
- Компонент принятия — когда возражение не устраняется, но находятся положительные основания для того, чтобы его игнорировать, например, ради общественной гармонии. Это принятие должно быть добровольным — терпеть угнетающее правительство, не имея иного выбора, нельзя считать проявлением терпимости.

Решение о том, следует ли что-либо терпеть, предполагает взвешивание аргументов: например, сопоставление причин, по которым мы отвергаем идею, с выгодами её принятия ради общественного мира. Именно в этом взвешивании и проявляется парадокс толерантности. Большинство определений терпимости предполагают её взаимный характер: нетерпимых не обязательно терпеть. Это означает, что в каждом конкретном случае реализация толерантности требует установления границы между терпимыми и нетерпимыми; такое положение в свою очередь, предполагает, что каждый акт терпимости сопряжён с актом нетерпимости.

## Предлагаемые решения
Философ Райнер Форст предлагает философское разрешение этого противоречия, определяя терпимость как социальную норму и различая два понятия «нетерпимости»: отказ от терпимости как нормы и неприятие такого отказа.
Другие подходы к парадоксу толерантности предлагают более практическое его осмысление — решение, которого придерживался, в частности, Карл Поппер. Он подчёркивал значение рациональной аргументации, обращая внимание на то, что многие нетерпимые идеологии отвергают саму возможность рационального диалога, тем самым лишая призывы к терпимости равных условий для обсуждения:
Менее известен (чем другие парадоксы) парадокс толерантности: неограниченная терпимость ведёт к исчезновению терпимости. Если мы проявляем неограниченную терпимость даже к нетерпимым, если мы не готовы защищать терпимое общество от нападок нетерпимых, то результатом станет уничтожение терпимых и вместе с ними — самой терпимости.
Поппер оговаривает, что не имеет в виду, будто всегда следует подавлять высказывания нетерпимых философий. Пока возможно опровергать их при помощи рациональных аргументов и сдерживать силой общественного мнения, подавление не нужно. Но следует оставить за собой право при необходимости подавлять их даже с использованием силы, поскольку может оказаться, что они вовсе не собираются вступать в рациональную дискуссию, а начинают с отрицания этой дискуссии. Они могут запрещать своим последователям слушать рациональные доводы, представляя их обманом, и обучать их отвечать на аргументы насилием. Поэтому, по Попперу, ради толерантности следует требовать право не терпеть нетерпимых. По его мнению, любое движение, проповедующее нетерпимость, выводит себя за рамки закона, следует рассматривать подстрекательство к нетерпимости и преследованию как преступление — так же, как преступными являются подстрекательства к убийству, похищению или возрождению работорговли.
Поппер также обращает внимание, что нетерпимость зачастую проявляется через насилие — на это же указывали и другие философы, включая Джона Ролза. Формулировки о самозащите общества от нетерпимости стремятся разрешить моральное противоречие, возникающее из допущения, что моральная добродетель терпимости вступает в конфликт с терпимостью по отношению к моральному злу. Это противоречие можно преодолеть, если рассматривать терпимость как ограниченную нормами более высокого морального порядка.
Ещё одно решение состоит в том, чтобы рассматривать терпимость в контексте теории общественного договора: терпимость не следует считать добродетелью или моральным принципом, а скорее негласным общественным соглашением терпеть различия друг друга, пока не начинает вредить. В этой интерпретации нетерпимый нарушает договор и, следовательно, теряет защиту, которую этот договор предоставляет ему от остального общества. Подходы, реализуемые в рамках концепции «оборонительной демократии», которые запрещают нетерпимое или экстремистское поведение, часто оказываются неэффективными перед лицом стратегий маскировки, при которых подобные проявления не подпадают под правовые основания для запрета.

## Толерантность и свобода слова
Парадокс толерантности приобретает особое значение в обсуждении пределов свободы слова. В книге «Границы свободы и толерантности: борьба с каханизмом в Израиле» (1994) Рафаэл Коэн-Альмагор утверждает, что предоставление свободы слова тем, кто намерен использовать её для уничтожения самого принципа, на котором эта свобода основана, представляет собой парадокс. Мишель Розенфельд писал в Harvard Law Review (1987): «Похоже на противоречие — предоставлять свободу слова экстремистам, которые, добившись успеха, безжалостно подавят высказывания тех, с кем не согласны». Розенфельд противопоставляет подход к языку вражды в западноевропейских демократиях и в Соединённых Штатах. Он отмечает, что в большинстве стран Западной Европы крайне нетерпимые или маргинальные политические материалы (например, отрицание Холокоста) рассматриваются как социально деструктивные по своей сути и подлежат правовым ограничениям на распространение. В то же время в США такие материалы подпадают под защиту Первой поправки к Конституции, гарантирующей свободу слова и печати, и не могут быть ограничены, за исключением случаев, когда прямо содержат подстрекательство к насилию или иным противоправным действиям.
Критика насильственной нетерпимости как ответа на нетерпимые высказывания характерна для дискурсивной этики, развиваемой Юргеном Хабермасом и Карлом-Отто Апелем.

## Парадокс свободы и парадокс демократии
В той же работе, в которой Поппер разъясняет парадокс толерантности, он поднимает два других тесно связанных вопроса: «парадокс демократии» и «парадокс свободы». В первом случае он указывает на возможность того, что демократическое большинство может проголосовать за тирана, тем самым положив конец демократии. «Парадокс свободы» заключается в том, что неограниченная свобода «сделает тирана свободным порабощать кротких», тем самым уменьшая свободу.
В своей книге 2022 года «Парадокс демократии» Зак Гершберг и Шон Иллинг утверждают, что доступность средств массовой информации усиливает парадокс демократии. Они пишут, что «основная демократическая свобода — свобода выражения — одновременно укоренена в демократии и потенциально вредна для неё». Они опираются на исторические примеры, такие как isegoria (равный доступ к гражданскому дискурсу) в древних Афинах и развитие книгоиздания в Европе.